# Misoga László
Misoga László (Budapest, 1895. június 16. – Budapest, 1969. április 8.) magyar színész. Túlnyomórészt epizódszerepeket játszott, de egyszer főszereplő is volt: Kátsa cigány a Göre Gábor visszatér című filmben (1940). Barna Anci színésznő férje.

## Élete
Misoga Károly bérkocsitulajdonos és Erschinger Teréz gyermekeként született. 1919-ben elvégezte Rákosi Szidi színésziskoláját. Nagykárolyban kezdte pályáját, majd Fekete Mihály erdélyi társulatában játszott. 1929-től Debrecenben, 1931-től Szegeden, 1932-től Miskolcon lépett fel. 1934-től 1944-ig a Komédia Orfeum tagja, amelynek 1940–44 között művészeti vezetője is volt. Fellépett még a Terézkörúti Színpadon, a Belvárosi, a Royal és a Városi Színházban. 1945-ben az igazolóbizottság feddésre ítélte, mondván, hogy „az utóbbi időben túl sokat szerepelt”. Ezután a Royal Revüben és a Kamara Varietében, a Vidám Színpadon, 1952–58 között a Madách Színházban, majd 1957-től 1966-ig ismét a Vidám Színpadon játszott. 1945 után is sokat filmezett.
Felesége Barna Anci színésznő volt, akit 1925-ben Temesváron vett nőül.

## Fontosabb színházi szerepei
A Színházi adattárban regisztrált bemutatóinak száma: 53; ugyanitt hat színházi felvételen is látható.
- Lehár Ferenc: Luxemburg grófja – Basil
- Strauss: A cigánybáró – Zsupán
- Hašek–Burian: Švejk – Wandler
- Shakespeare: Hamlet – Rosencrantz

## Filmszerepei
- Háromszázezer pengő az utcán (1937) – vevő a dohányboltban
- Pillanatnyi pénzzavar (1937–38) – hordár
- Elcserélt ember (1938)
- Fekete gyémántok (1938) – bányász
- Megvédtem egy asszonyt (1938) – irodaszolga
- A hölgy egy kissé bogaras (1938) – rendőr
- Tizenhárom kislány mosolyog az égre (1938) – benzinkutas
- Uz Bence (1938) – Emre gazda
- Rozmaring (1938)
- Gyimesi vadvirág (1938) – cigány
- Nincsenek véletlenek (1938)
- Magyar feltámadás (1938–39)
- A pusztai királykisasszony (1938) – pedellus
- Toprini nász (1939) – börtönőr
- 5 óra 40 (1939) – bírósági szolga
- Nem loptam én életemben (1939)
- Pénz áll a házhoz (1939) – bankár
- Tökéletes férfi (1939) – Dr. Holubán, betétes
- A miniszter barátja (1939) – portás
- Hat hét boldogság (1939) – zsebtolvaj
- Vadrózsa (1939) – altiszt
- Mátyás rendet csinál (1939) – Béla, háziszolga
- Párbaj semmiért (1939)
- Halálos tavasz (1939) – házmester
- A nőnek mindig sikerül (1939–40)
- Az utolsó Wereczkey (1939-40) – pincér
- Bercsényi huszárok (1939–40) – pincér
- Göre Gábor visszatér (1940) – Kátsa, cigány (főszerep)
- Jöjjön elsején (1940)
- Te vagy a dal (1940) – szobafestő
- Rózsafabot (1940) – cigány a kocsmában
- Elnémult harangok (1940) – pásztor
- A szerelem nem szégyen (1940) – Péter, inas
- Sárga rózsa (1940)
- Egy csók és más semmi (1941) – magánnyomozó
- Vissza az úton (1940–41) – kocsmatöltelék
- Dankó Pista (1940–41) – zenész
- Balkezes angyal (1940–41) – porcelánkereskedő
- Ma, tegnap, holnap (1941) – londiner
- Szüts Mara házassága (1941) – szolga
- Lesz, ami lesz! (1941)
- Egy éjszaka Erdélyben (1941) – kovácslegény
- Háry János (1941) – hírnök
- Bob herceg (1941) – Bonifác
- Lelki klinika (1941) – cigányprímás
- Kádár kontra Kerekes (1941–42) – Perczel István, igazgató
- Emberek a havason (1941–42)
- Behajtani tilos! (1941–42) – hordár
- Annamária (1942) – postás
- Szíriusz (1942)
- Fráter Loránd (1942) – színész
- Estélyi ruha kötelező (1942) – magándetektív
- Jelmezbál (1942) – bálozó
- Külvárosi őrszoba (1942) – fényképész
- Éjféli gyors (1942)
- Egy szív megáll (1942) – bűvész
- Katyi (1942) – Csiba Márton
- Egy bolond százat csinál (1942)
- Szeptember végén (1942)
- Fekete hajnal (1942–43) – ügyvéd
- Jómadár (1943) – Ádám testvérek apja
- Palócvirág (1943)
- Legény a gáton (1943)
- Sárga kaszinó (1943) – beteg az elmegyógyintézetben
- Anyámasszony katonája (1943) – inas
- Afrikai vőlegény (1943) – Feri, inas
- Fekete leves (1943)
- Magyar Kívánsághangverseny (1943)
- Muki (1943)
- Menekülő ember (1943)
- Ágrólszakadt úrilány (1943) – Csütörtök
- Sári bíró (1943) – kondás
- Majális (1943)
- Viharbrigád (1943)
- Nászinduló (1943)
- Egy fiúnak a fele (1943)
- Gazdátlan asszony (1944) – Szalay bácsi
- Vihar után (1944)
- Makkhetes (1944) – tolvaj
- Vihar után (1945) – kocsmavendég
- Aranyóra (1946)
- Egy fiúnak a fele (1946)
- Mezei próféta (1947)
- Szabóné (1949)
- Ludas Matyi (1949) – Nyeszli
- Dalolva szép az élet (1950)
- A selejt bosszúja (1951) – Lajos
- Becsület és dicsőség (1951) - az időmérő, mikor Eszter 32 másodperc helyett, 25 másodperc alatt készíti el a munkadarabot
- Vihar (1951) – Mender Károly
- Felszabadult föld (1951)
- Civil a pályán (1952)
- A harag napja (1953) – Kralovecz
- Föltámadott a tenger (1953)
- Életjel (1954) – Lakos
- Fel a fejjel (1954)
- Rokonok (1954)
- 2×2 néha 5 (1955)
- Dollárpapa (1956)
- Az eltüsszentett birodalom (1956) – udvaronc
- Ünnepi vacsora (1956)  – Csontos bácsi
- Mese a 12 találatról (1956) – szobafestő
- Hannibál tanár úr (1956) – Vogelmayer
- A csodacsatár (1956)
- Szakadék (1956)
- Körhinta (1956) – sógor
- Gábor diák (1956)
- Tanár úr kérem… (1956) – fedélzetmester/nyomozó
- A nagyrozsdási eset (1957) (1984-ben mutatták be)
- Csendes otthon (1957)
- Bolond április (1957)
- Éjfélkor (1957)
- Csempészek (1958) – jövendőmondó
- Égi madár (1958) – sógor
- Micsoda éjszaka! (1958) – koldus
- Különös küldemény (1958) – ügyeletes tiszt
- Razzia (1958)
- Tegnap (1958)
- Szerelem csütörtök (1959)
- Szombattól hétfőig (1959)
- Veréb utcai csata (1959)
- Égrenyíló ablak (1959)
- Álmatlan évek (1959)
- Bogáncs (1959)
- Játék a szerelemmel (1959)
- A megfelelő ember (1960)
- Rangon alul (1960) – Balogh bácsi
- Fűre lépni szabad (1960) – Józsi bácsi, pincér
- Dúvad (1961)
- Zápor (1961)
- Jó utat, autóbusz (1961)
- Két félidő a pokolban (1961) – Siska
- Napfény a jégen (1961)
- Májusi fagy (1962)
- Mici néni két élete (1962) – trafikos
- Isten őszi csillaga (1962)
- Megszállottak (1962) – könyvtáros
- Felmegyek a miniszterhez (1962) – építőmester
- Házasságból elégséges (1962)
- Áprilisi riadó (1962)
- Angyalok földje (1962)
- Fagyosszentek (1962) – Süsü, cigány
- A Tenkes kapitánya (4 epizód, 1963) – öreg paraszt
- A fürdőmester (1963)
- Tücsök (1963)
- Germinal (1963)
- A szélhámosnő (1963)
- Isten őszi csillaga (1963)
- Kár a benzinért (1964)
- Mit csinált felséged 3-tól 5-ig? (1964) – paraszt
- Vízivárosi nyár (1964)
- A pénzcsináló (1964) – inas
- Nem (1965)
- Háry János (1965) – kocsmáros
- Az orvos halála (1966) – szállodaportás
- Édes és keserű (1966)
- Nem szoktam hazudni (1966)
- …hogy szaladnak a fák! (1967)
- A veréb is madár (1968)
- Kártyavár (1967)
- 7 kérdés a szerelemről (1969) – vendég a strandon
- Alfa Rómeó és Júlia (1969)